# Les Verrières
Les Verrières é uma comuna da Suíça, situada no cantão de Neuchâtel. Tem 28,68 km² de área e sua população em 2018 foi estimada em 668 habitantes.